# Esenbeckia osornoi
Esenbeckia osornoi är en tvåvingeart som beskrevs av David Fairchild 1942. Esenbeckia osornoi ingår i släktet Esenbeckia och familjen bromsar. Inga underarter finns listade i Catalogue of Life.